# 万萨
万萨（法語：Vinça，法語發音：[vɛ̃sa] ⓘ）是法国东比利牛斯省的一个市镇，属于普拉德区。

## 地理
万萨（42°38'42"N, 2°31'43"E）面积7.74 平方千米，位于法国奧克西塔尼大區东比利牛斯省，该省份为法国大陆部分最南部的省份，涵盖了北加泰罗尼亚，北起奥德省，西接阿列日省和安道尔，南与西班牙接壤，东临地中海。
与万萨接壤的市镇（或旧市镇、城区）包括：罗代斯、里加尔达、若克、菲内斯特雷特、埃斯皮拉德孔夫朗、马基沙讷、阿布索尔斯。
万萨的时区为UTC+01:00、UTC+02:00（夏令时）。

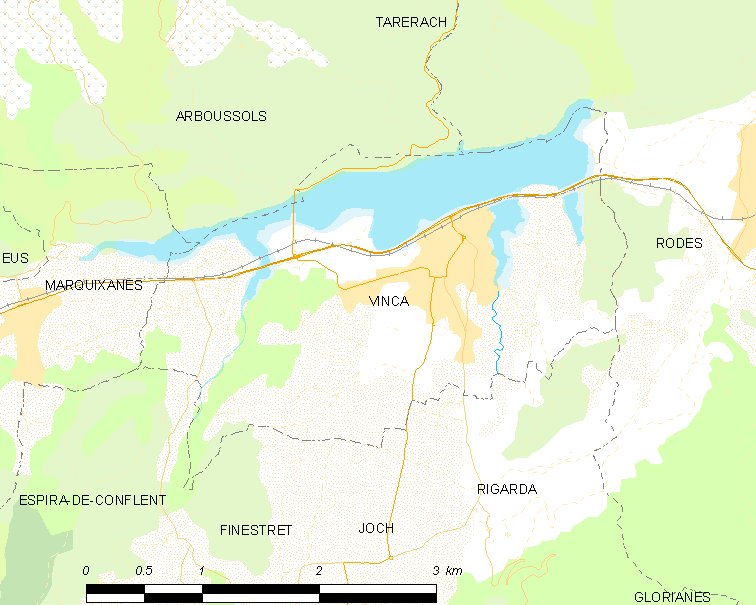
万萨的OSM定位图

## 行政
万萨的邮政编码为66320，INSEE市镇编码为66230。

## 政治
万萨所属的省级选区为勒卡尼古县。

## 人口

1962-2008年间万萨人口变化图示

万萨于2022年1月1日时的人口数量为2205人。